# Kirbya setosa
Kirbya setosa là một loài ruồi trong họ Tachinidae.